# 显忠路站
顯忠路站（：／ Hyeonchungno yeok */?）是大邱地鐵1號線沿線的一座地下車站，位於韓國大邱廣域市南區大明洞。

## 車站結構
站體為2面2線側式月台的地下車站，候車月台設有月台幕門，並有4處出口。

### 月台配置
| 安吉朗 ↑   |
| \| 上      |
| ↓ 嶺大醫院 |

| 月台 | 路線               | 目的地                         |
| ---- | ------------------ | ------------------------------ |
| 上行 | ●大邱都市铁道1号线 | 西部客運站、上仁、舌化椧谷方向 |
| 下行 | ●大邱都市铁道1号线 | 半月堂、中央路、安心方向       |

## 歷史
- 1997年11月26日：落成啟用。

## 車站周邊
- 前山咖啡街
- 南部市場
- 廣德市場
- 大邱南部警察署
- 大邱交通廣播（朝鲜语：대구교통방송）
- 大德老人福祉會館
- 大邱銀行（朝鲜语：대구은행）大德分行
- 農協大邱慶北養雞場
- 南區選舉管理委員會

## 圖片

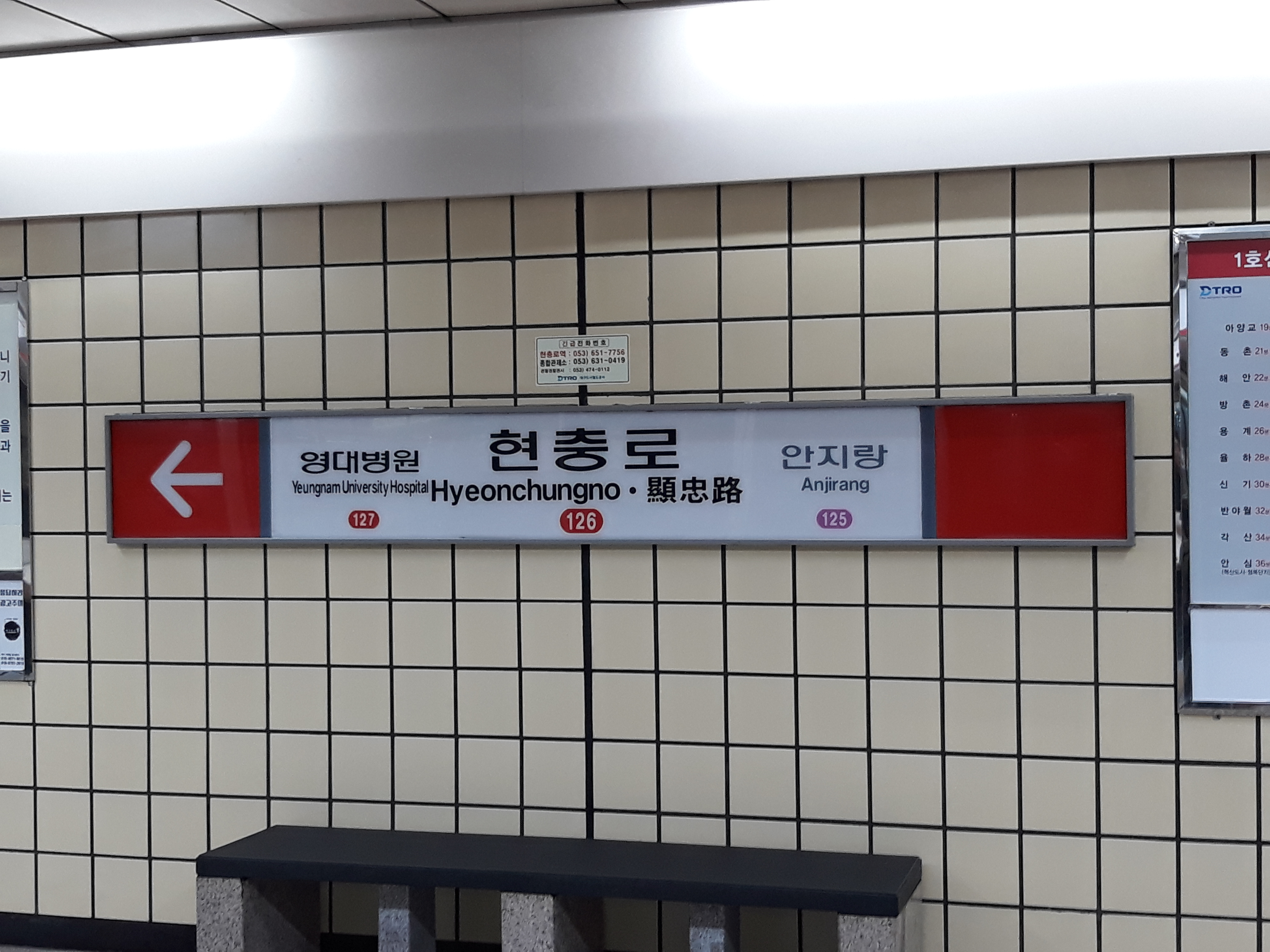
站名牌
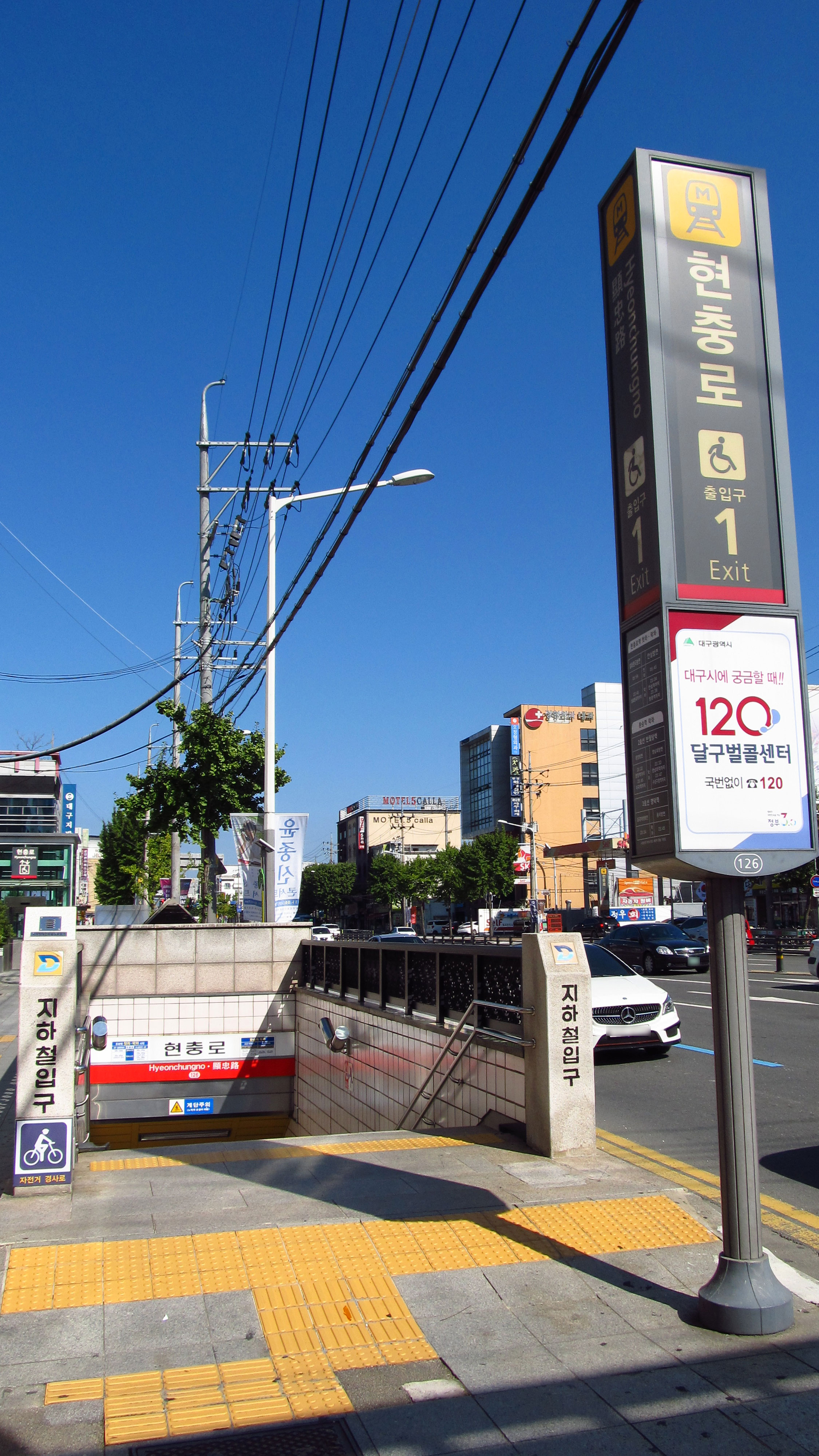
1號出口
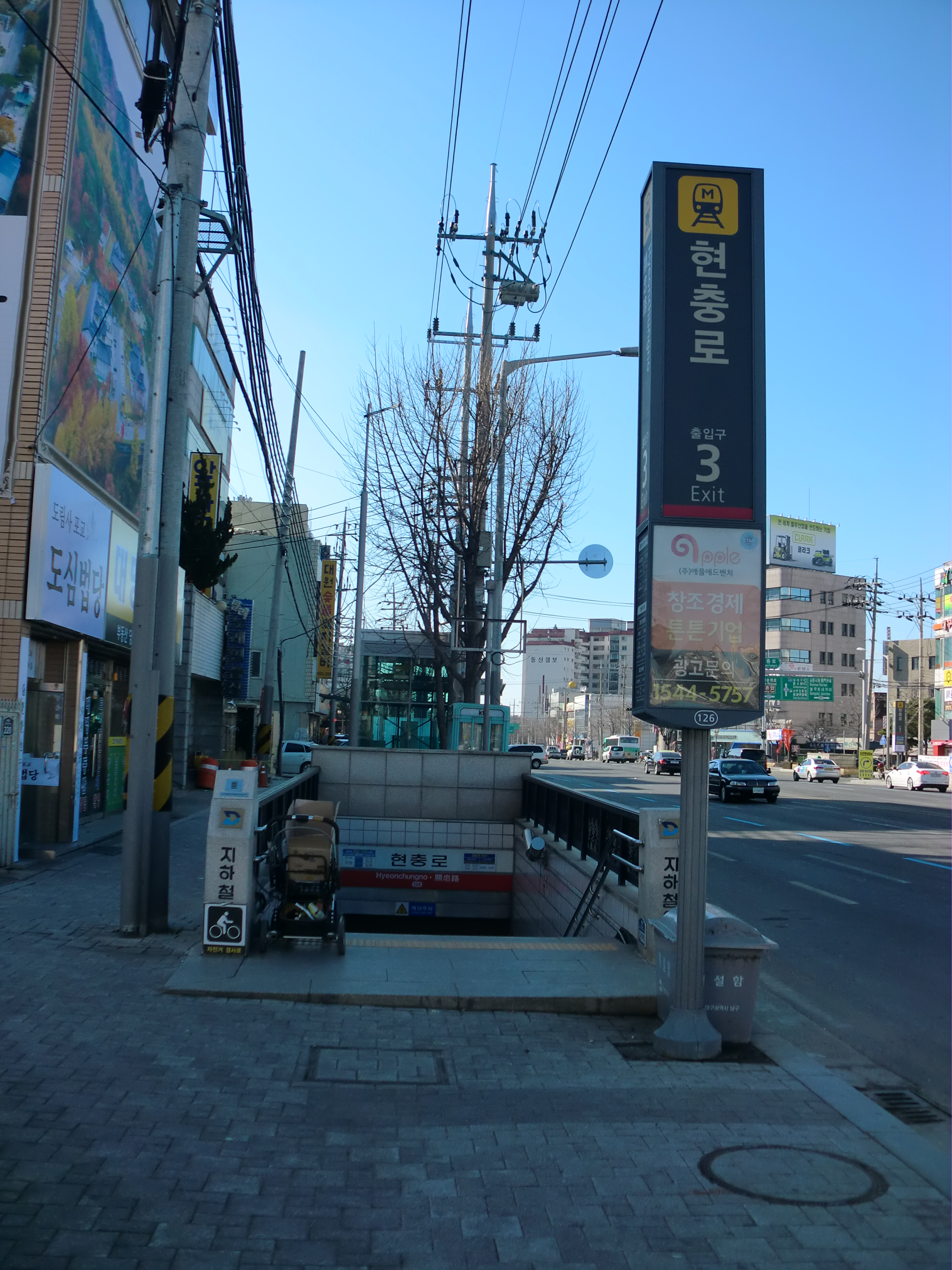
3號出口
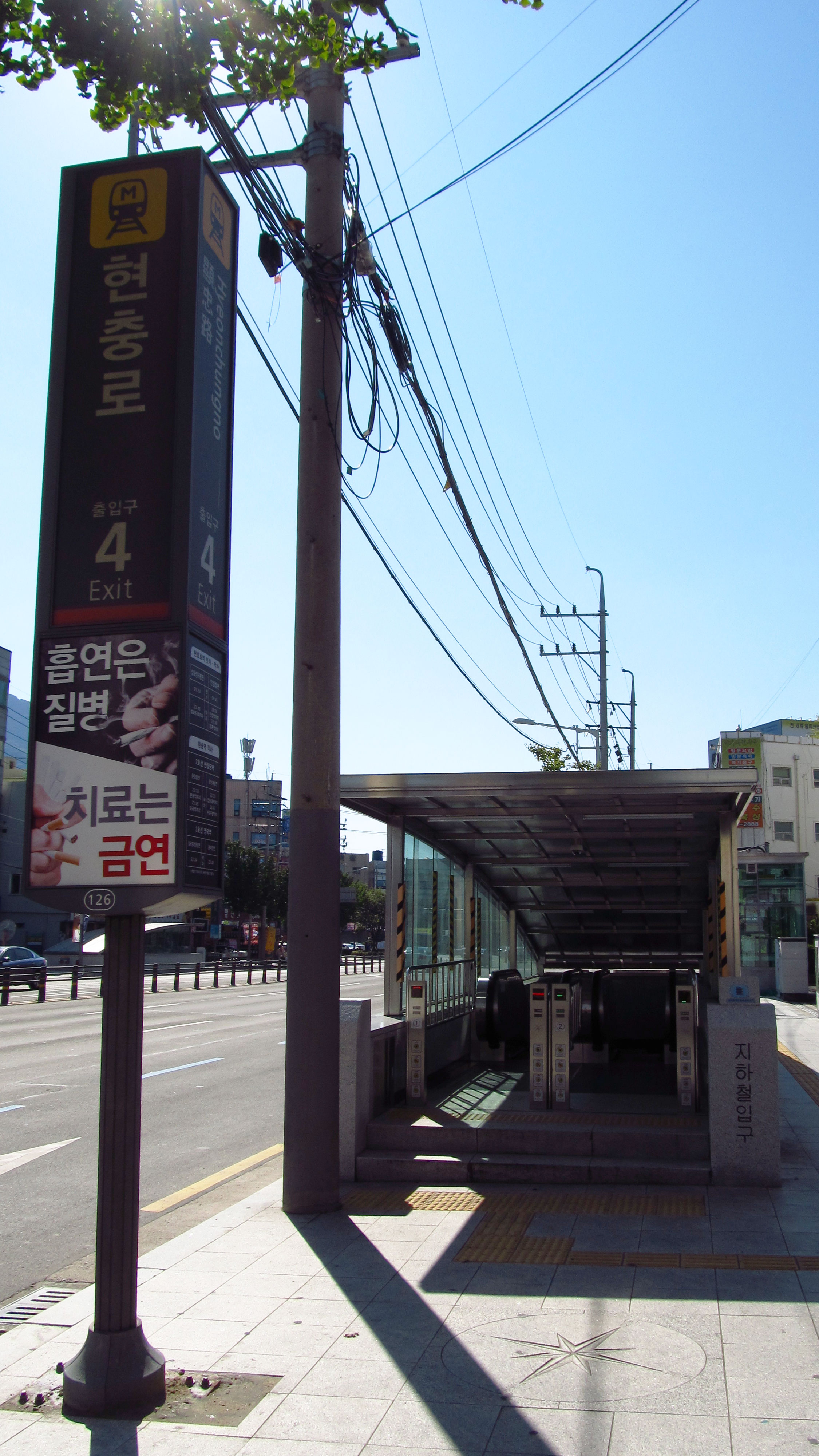
4號出口

## 相鄰車站
大邱都市鐵道公社
●大邱都市铁道1号线
安吉朗（125）－顯忠路（126）－嶺大醫院（127）